# Euphorbia ammak
Euphorbia ammak är en törelväxtart som beskrevs av Georg August Schweinfurth. Euphorbia ammak ingår i släktet törlar, och familjen törelväxter. IUCN kategoriserar arten globalt som sårbar. Inga underarter finns listade i Catalogue of Life.

## Bildgalleri

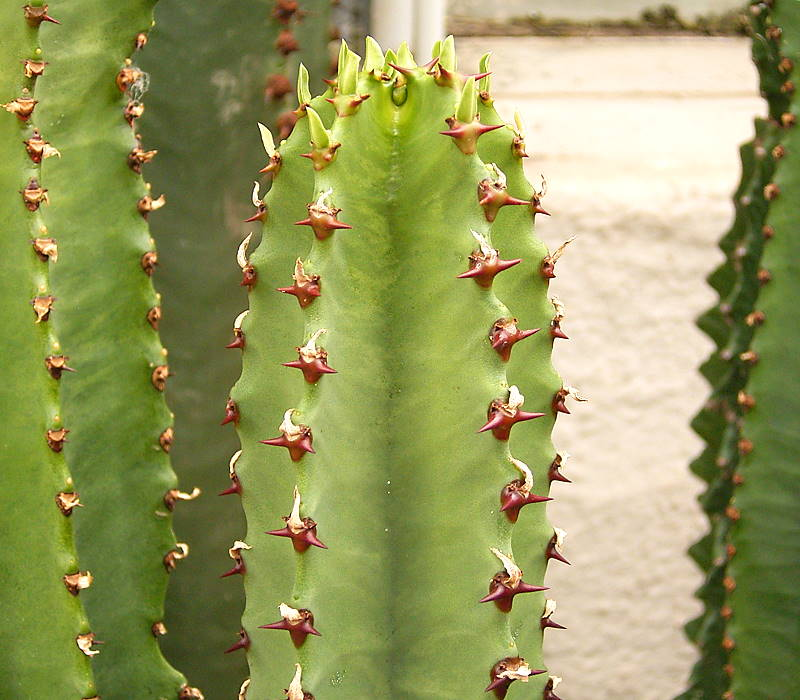
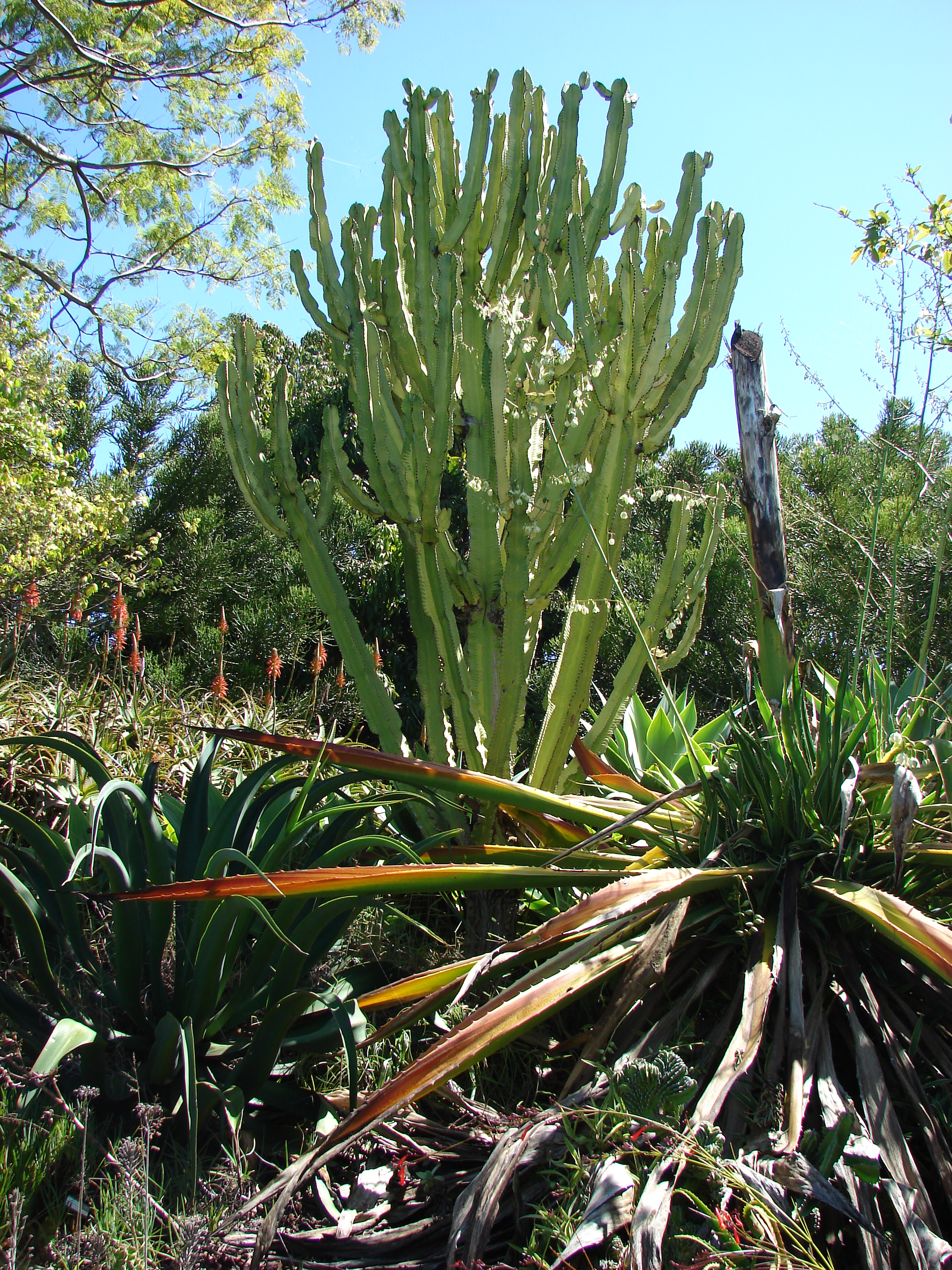
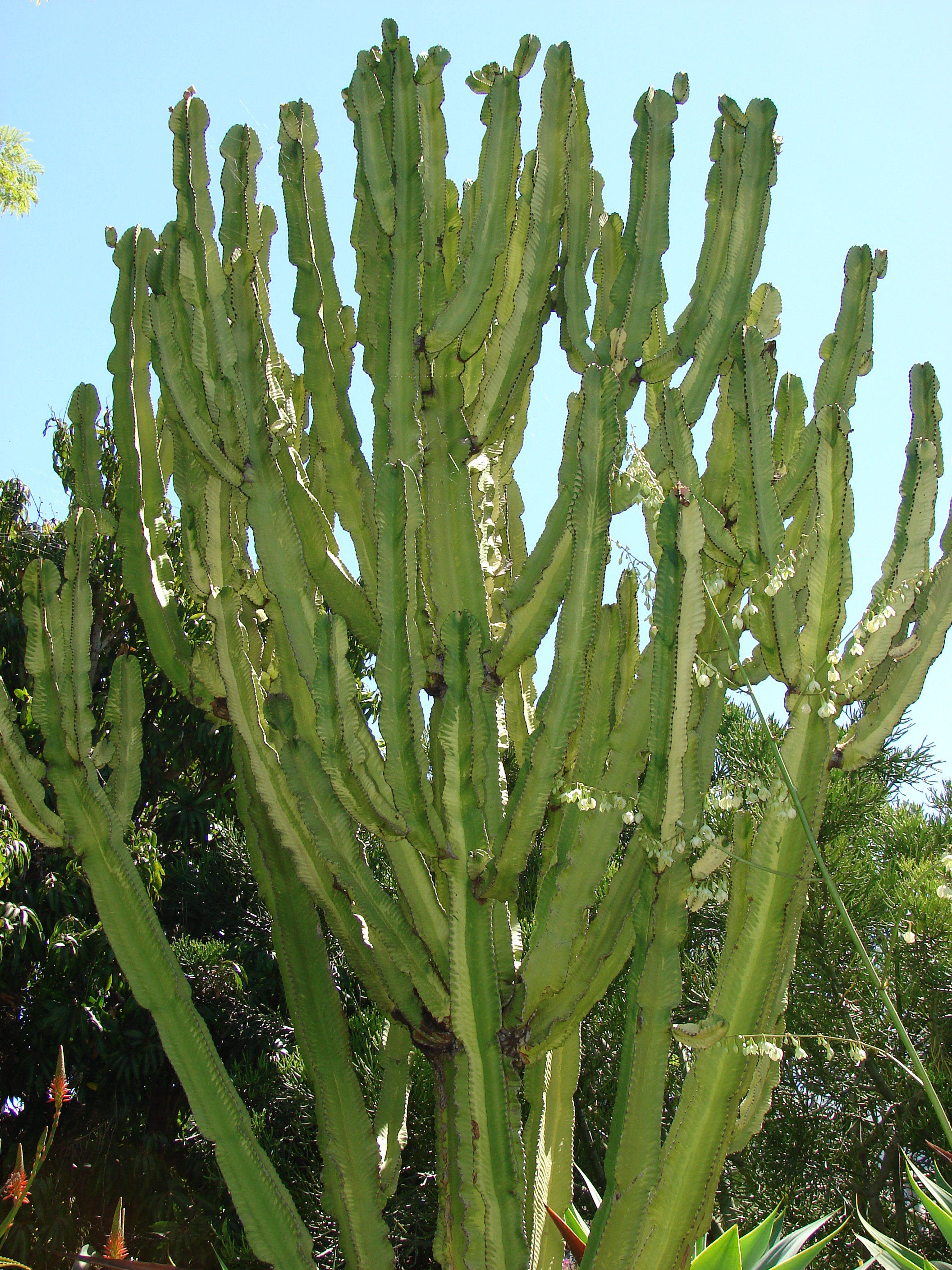
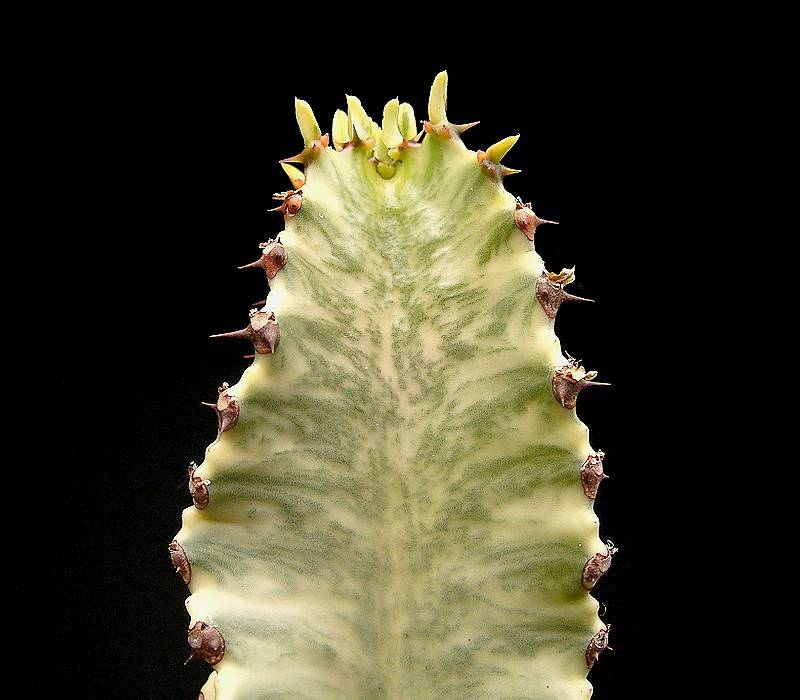
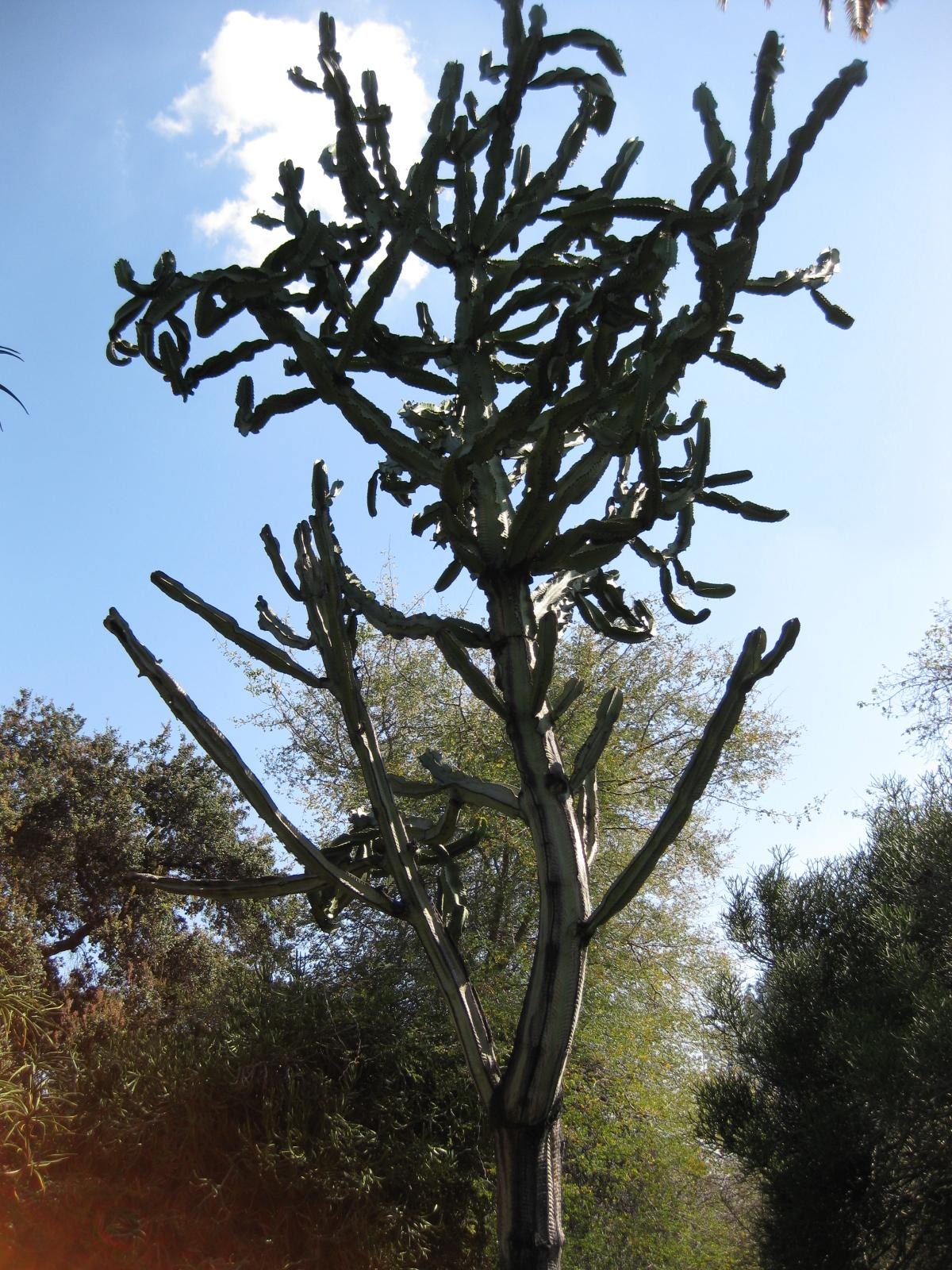
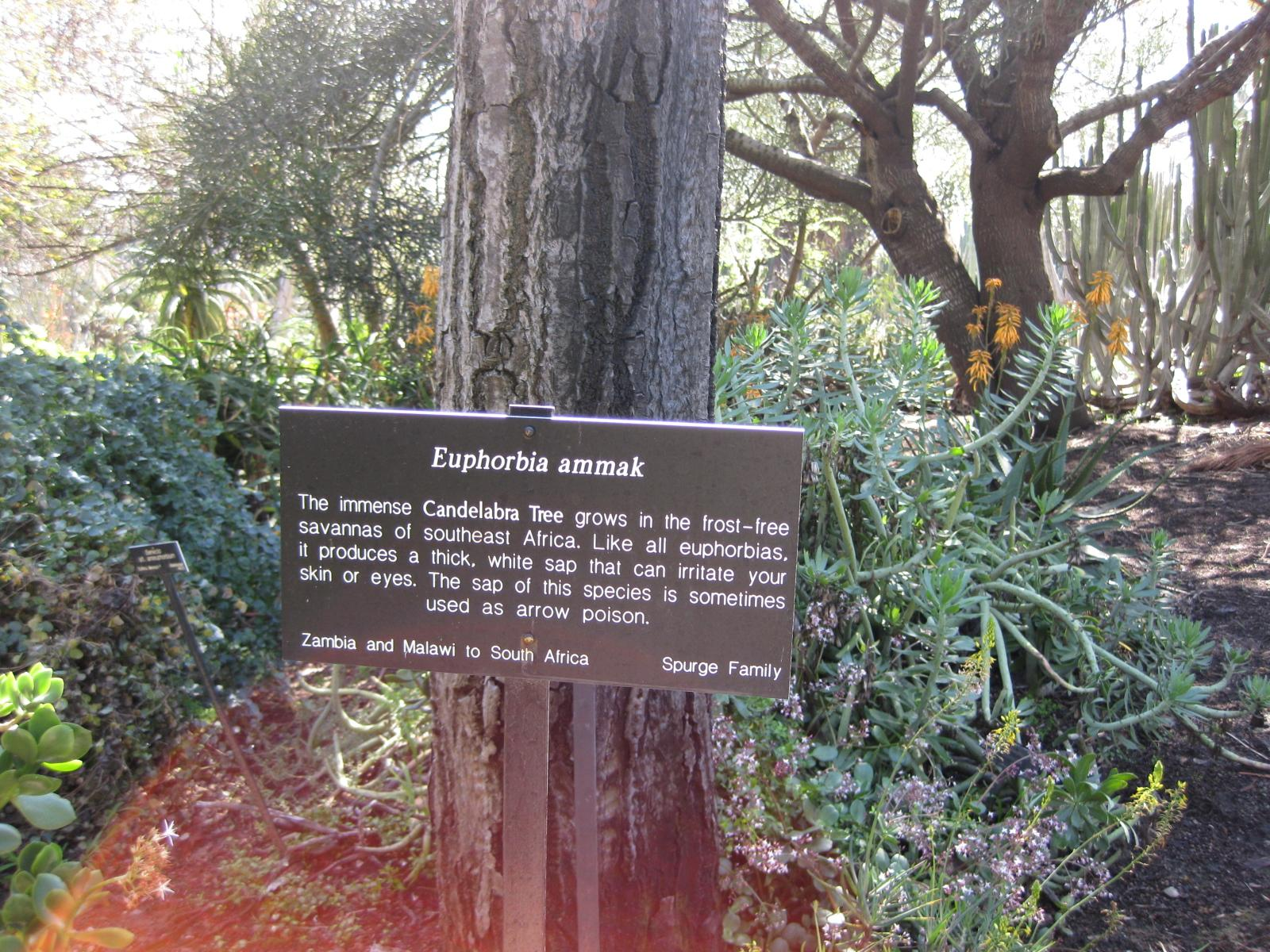